# Julian Jeanvier
Julian Jeanvier (Clichy, 31 marzo 1992) è un calciatore guineano con cittadinanza francese, difensore del Kayserispor e della nazionale guineana.

## Carriera

### Club
Inizia a giocare nel settore giovanile del Nancy, con cui gioca anche 14 partite nella squadra riserve. Nella stagione 2012-2013 gioca 7 partite in Ligue 1; in seguito alla retrocessione in Ligue 2 della sua squadra, all'inizio della stagione 2013-2014 viene ceduto al Lilla.

### Nazionale
Ha giocato 2 partite in nazionale nel 2019, anno in cui ha partecipato alla Coppa d'Africa; viene convocato per la medesima competizione anche nel 2023.

## Palmarès

### Club

#### Competizioni nazionali
- Ligue 2: 1

Stade Reims: 2017-2018